# 阿当库尔科什雷勒
阿当库尔科什雷勒（法語：Hardencourt-Cocherel，法語發音：[aʁdɑ̃kuʁ kɔʃʁɛl]）是法国厄尔省的一个市镇，属于埃夫勒区。

## 地理
阿当库尔科什雷勒（49°2'33"N, 1°19'10"E）面积4.93 平方千米，位于法国诺曼底大区厄尔省，该省份为法国北部内陆省份，北起滨海塞纳省，西接奧恩省和卡爾瓦多斯省，南至厄尔-卢瓦省，东临瓦兹省、瓦兹河谷省和伊夫林省。
与阿当库尔科什雷勒接壤的市镇（或旧市镇、城区）包括：邦库尔、乌尔贝克科什雷勒、厄尔河畔茹伊、梅尼耶、米斯雷、厄尔河畔沃。

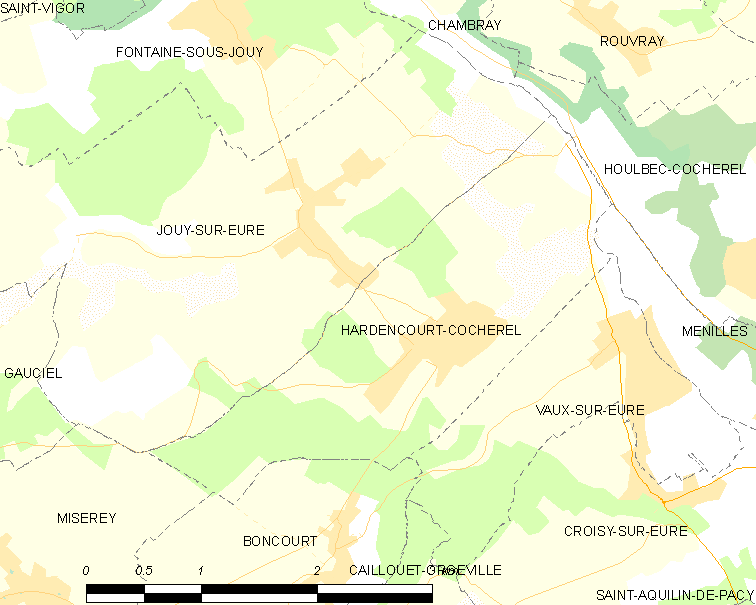
阿当库尔科什雷勒的OSM定位图

阿当库尔科什雷勒的时区为UTC+01:00、UTC+02:00（夏令时）。

## 行政
阿当库尔科什雷勒的邮政编码为27120，INSEE市镇编码为27312。

## 政治
阿当库尔科什雷勒所属的省级选区为厄尔河畔帕西县。

## 人口

1962-2008年间阿当库尔科什雷勒人口变化图示

阿当库尔科什雷勒于2022年1月1日时的人口数量为286人。